# Marquesado de Castro Serna
El marquesado de Castro Serna es un título nobiliario español, de Castilla. Fue creado por el rey Carlos II, mediante real decreto del 26 de octubre de 1697 y real despacho del 21 de julio de 1698, en favor de Martín de Basurto y Sepúlveda, señor de las Castrosernas de Arriba y Abajo, corregidor de Salamanca y de Toledo, regidor perpetuo de Sepúlveda, alguacil mayor de la Real Chancilleria de Valladolid y caballero de la Orden de Santiago.

## Lista de marqueses de Castro Serna
|                        | Titular                                            | Periodo                |
| Creación por Carlos II | Creación por Carlos II                             | Creación por Carlos II |
| ---------------------- | -------------------------------------------------- | ---------------------- |
| I                      | Martín de Basurto y Sepúlveda                      | 1698-?                 |
| II                     | Manuela de Basurto y Durango                       | ?-1743                 |
| III                    | José Javier Queipo de Llano y Basurto              | 1743-?                 |
| IV                     | José Queipo de Llano Núñez de Prado y Vellosillo   | ?-1747                 |
| V                      | Francisco Queipo de Llano y Galarza Núñez de Prado | 1747-1800              |
| VI                     | María Asunción Queipo de Llano y Galarza           | 1800-1829              |
| VII                    | Gonzalo María de Ulloa y Queipo de Llano           | 1829-1859              |
| VIII                   | José María de Ulloa y Ortega-Montañés              | 1860-1905              |
| IX                     | Álvaro María de Ulloa y Fernández-Durán            | 1905-1948              |
| X                      | Gonzalo María de Ulloa y Ramírez de Haro           | 1950-1979              |
| XI                     | Álvaro María de Ulloa y Suelves                    | 1980-hoy               |

## Marqueses de Castro Serna
- Martín Basurto y Sepúlveda (n. Sepúlveda, 19 de diciembre de 1658), I marqués de Castro Serna, corregidor de Salamanca y caballero de la Orden de Santiago. Era hijo de Francisco Basurto y Sepúlveda y de Isabel Jofré del Hierro.[2]

Casó con Francisca Núñez de Prado y Durango. Le sucedió su hija:
- Manuela Basurto  y Durango II marquesa de Castro Serna.[3]

Casó con Alonso Queipo de Llano Porras y Córdoba. Sucedió su hijo en 1743.
- José Javier Queipo de Llano y Basurto, III marqués de Castro Serna, IV conde de Adanero,[4] nombrado corregidor y capitán de guerra de la ciudad de Chinchilla en junio de 1763.

- José Queipo de Llano Núñez de Prado y Vellosillo (m. 1747), IV marqués de Castro Serna V conde de Adanero y alguacil mayor de la Real Chancillería de Valladolid.[5][6]

Casó con María Alberta Galarza y Velázquez. Sucedió su hijo:
- Francisco Queipo de Llano y Galarza Núñez de Prado, V marqués de Castro Serna, VI conde de Adanero,[3] alguacil mayor de la Real Chancillería de Valladolid en 1770.[7]

Casó con María López de Oliver y Álvarez. Sucedió su hija:
- María de la Asunción Queipo de Llano y Galarza (también llamada Asunción Queipo de Llano y López de Oliver) (Medina del Campo, 27 de noviembre de 1767-Cáceres, 16 de septiembre de 1829), VI marquesa de Castro Serna[3][8] y VII condesa de Adanero.[3]

Casó con Álvaro María de Ulloa y Cáceres, señor de Pajarillas y maestrante de Granada. Sucedió su hijo:.
- Gonzalo María de Ulloa y Queipo de Llano (Medina del Campo, 1795-28 de mayo de 1859),[11] VII marqués de Castro Serna,[12] VIII conde de Adanero[13] senador por la provincia de Cáceres y vitalicio (1837-1859)[14] y diputado por Cáceres en la legislatura de 1845-1846.[15]

Casó en primeras nupcias, en 1819, con Dolores Golfín Casas. Sin descendencia. Contrajo un segundo matrimonio, en Madrid, el 13 de abril de 1832, con Ramona Ortega Montañés y Jaraba. Sucedió su hijo:
- José María de Ulloa y Ortega-Montañés (Cáceres, 4 de febrero de 1839-2 de enero de 1905), VIII marqués de Castro Serna,[12][16] diputado a Cortes, senador por la provincia de Cáceres (1881-1884) y vitalicio (1889-1905)[17] y maestrante de Granada.

Casó con María de la Concepción Calderón y Vasco. Le sucedió, en 1905, su nieto, hijo de Gonzalo de Ulloa y Calderón (17 de julio de 1865-1 de enero de 1896), X conde de Adanero, y de su esposa, Josefa Lucía Fernández Durán y Caballero (Madrid, 21 de junio de 1867-Madrid, 3 de enero de 1945), hija de Antonio Fernández-Durán y Bernardo de Quirós, VI marqués de Perales del Río, V marqués de Tolosa y VII conde de Villanueva de Perales de Milla, y de María Josefa Caballero y Muguiro.
- Álvaro María de Ulloa y Fernández-Durán (Madrid, 6 de octubre de 1889-Madrid, 20 de junio de 1948), IX marqués de Castro Serna en sucesión a su abuelo paterno[19] y XI conde de Adanero[19] y

Casó, en Madrid, el 2 de octubre de 1912, con María Cristina Ramírez de Haro y Chacón (n. Madrid, 26 de marzo de 1892), hija de José María Ramírez de Haro y Patiño, conde de Villamarciel, y de María Ignacia Chacón y Silva, de los condes de Campo Alegre y marqueses de Isasí. Le sucedió su hijo en 1950:
- Gonzalo María de Ulloa y Ramírez de Haro, (m. Valdemorillo, 12 de agosto de 1979) X marqués de Castro Serna,[20][21] XII conde de Adanero  y maestrante de Granada.[21]

Casó con María Josefa de Suelves y Ponsich. Le sucedió su hijo en 1980:
- Álvaro María Ulloa y Suelves Ramírez de Haro (n. 12 de agosto de 1950), XI marqués de Castro Serna,[22][23] XIII conde de Adanero,[23][21] maestrante de Granada y de Sevilla.[23]

Casó en primeras nupcias en 1973 con Ángela María de Solís-Beaumont y Tellez-Giron, XVII duquesa de Arcos, y en segundas nupcias con Cristina Márquez y Osorio.